# Ucayali
For den peruanske region som er opkaldt efter floden, se Ucayali-regionen
Ucayali (spansk: Río Ucayali) er en flod i Peru. Den er en tilløbsflod til Amazonas, og har sit udspring (som Apurímac) omkring 110 kilometer nordvest for Titicacasøen. Selve Ucayali begynder ved byen Atalaya, ved samløbet mellem de to tilløbsfloder Tambo (Apurímac) fra vest og Urubamba fra øst. Omkring 100 km syd for byen Iquitos løber den sammen med Marañón og danner Amazonas. Den er 1600 km lang, med et afvandingsareal på 337.519 km² og en middelvandføring ved mundingen på 12.600 m³/s.

## Literatur
- The Smithsonian Atlas of the Amazon, ISBN 1-58834-135-6